# Vildhjarta
Vildhjarta är ett äventyr till rollspelet Drakar och Demoner, utgivet 2001 av Riot Minds. Det är den första delen i en äventyrsserie som innefattar Vildhjarta, Snösaga, Eldsjäl och Likstorm. 
Äventyret är det första som trycktes och såldes separat avsett att läsas och spelas ihop med reglerna i 2000 års utgåva av Drakar och Demoner, av Riot Minds kallat Drakar och Demoner 6. Äventyret introducerar sju nya varelser och innehåller även lite extra beskrivning av kampanjvärlden Trudvang: sex sidor beskrivning av landsändan Ejland och kort om de olika språken i världen.
Äventyret utspelar sig i den mytomspunna skogen Vildhjarta, som fått en egen, ond, själ då drakblod spilldes inne i dess vackraste mitt. Äventyret är något ovanligt då det inte är styrt till en viss händelsekedja och då målet kan vara oklart för spelarna i början. Under spelet kommer de att närmast slumpvis att ställas inför olika händelser som kan hjälpa dem eller leda dem vidare, vissa av händelserna och platserna är länkade genom magiska stigar. Spelarnas uppgift kan antingen ses som att de skall lära känna skogens hemligheter eller helt enkelt som att de skall ta sig ut ur skogen, i vilket fall måste de lösa vissa gåtor som skogens befolkning ger dem.
Ett äventyr med samma upplägg har publicerats på nätet som Stenhjarta och utspelar sig istället i en dvärggrotta, inspirerat av modulen "Eld och sot". Det klassiska äventyret Döda skogen från 1985 har ett liknande upplägg.
Ju mer blod som spelarna spiller i skogen, desto större chans blir det att ondskan i skogen vaknar och förgör dem, de måste därför vara försiktiga och inte fälla vilt eller nedgöra varelser med fientliga avsikter om det inte är absolut nödvändigt.
Äventyret är officiellt och skapat av Riot Minds. 
Barkebull är en av karaktärerna i äventyret Vildhjarta. Barkebull är en mindre jätte som lagt sig för att sova under en enorm gran, och som först tror att spelarna är med i hans dröm om de väcker honom.

## Källförteckning
1. ↑  Bergquist, Theodore (2001). Vildhjarta : ett äventyr till Drakar och demoner 6 : för en spelledare och 6-7 spelare : att spelas över 4-5 spelkvällar. ISBN 978-91-631-1013-9. https://libris.kb.se/bib/10348318. Läst 1 juni 2024